# Wurmtaler Kopf
De Wurmtaler Kopf is een 3225 meter (volgens andere bronnen 3228 meter) hoge berg in de Ötztaler Alpen in het Oostenrijkse Tirol.
De Wurmtaler Kopf ligt in het zuidelijke deel van de Kaunergrat en wordt omgeven door toppen als de Grubenkarspitze, Bliggspitze en Eiskastenspitze. De Wurmtaler Kopf is erg geliefd bij crosscountryskiërs. De berg wordt beklommen vanuit Mandarfen in het zuiden van het Pitztal. De tocht voert langs de Rifflsee en over de Rifflferner naar de top.